# Batrachoseps incognitus
Batrachoseps incognitus (tên tiếng Anh: San Simeon Slender Salamander) là một loài kỳ giông thuộc họ Plethodontidae.

## Phân bố
The San Simeon Slender Salamander is đặc hữu của California, tây nam Monterey và miền bắc San Luis Obispo Counties miền tây Hoa Kỳ.
The salamander's natural habitats are riparian areas, chaparral và woodlands, và temperate coniferous forests ở Santa Lucia Range, from near sea level to 1.000 mét (3.300 ft) in elevation.